# 陳棐
陳棐（1506年—1559年），字汝忠，號文冈，河南開封府鄢陵縣人，匠籍，明朝政治人物。

## 生平
嘉靖十年（1531年）辛卯科河南鄉試第四十三名，三十歲登嘉靖十四年（1535年）乙未科三甲一百五十二名進士。授中书舍人，十六年丁父憂歸。服闋，復除原职，二十一年五月选授禮科給事中，二十三年四月升本科右，二十四年五月升户科左，二十六年二月上“朝觐官敕谕衍作官箴十章”，諂媚獻詩被世宗斥責，被降一级调外任用，貶長垣縣丞，升寧晉知縣，後來累官澤州知州、刑部郎中，二十九年十二月奉命恤刑陕西，三十一年事竣回朝。三十四年升山西提学副使，遷本省右参政，擢陕西按察使，三十六年（1557年）六月升都察院右佥都御史巡抚甘肃，三十八年三月因科道论劾，降级调外任用。九月末旬卒。著有《文冈集》二十卷、《八阵图说》二卷、《火车阵图考》一卷。

## 家族
曾祖陳永清，壽官；祖父陳銓，封戶部主事；父陳溥，山東布政司參議進階中憲大夫。母趙氏（封安人）。具庆下。弟陈臬（监生）；陈榘（监生）；陈槩（监生）。